# آراوسو د سالس
آراوسو د سالس (به اسپانیایی: Arauzo de Salce) یک شهرستان در اسپانیا است.